# خلدرازغودا (مقاطعة فيروزآباد)
خلدرازغودا (بالفارسية: خلدرازگودا) هي قرية تقع في قسم جايدشت الريفي في إيران.